# Araneum pedunculatum
Araneum pedunculatum is een zakpijpensoort uit de familie van de Cionidae. De wetenschappelijke naam van de soort is voor het eerst geldig gepubliceerd in 1991 door Monniot & Monniot.